# Cate Campbell
Cate Campbell OAM (* 20. Mai 1992 in Blantyre, Malawi) ist eine australische Freistil-Schwimmerin.

## Karriere
Cate Campbell begann im Alter von neun Jahren, kurz nachdem ihre Familie von Malawi nach Australien gezogen war, mit dem Schwimmen. Bei der australischen Juniorenolympiade 2007 gewann sie Gold über 50 m Freistil und mit der 4 × 100-m-Freistilstaffel. Bei den Japan Open 2008 konnte sie über 50 m gewinnen und sogar die Olympiasiegerin Libby Trickett hinter sich lassen. Dabei schwamm die in 24,48 Sekunden Commonwealth-Rekord. Die Schülerin der Kenmore State High School in Brisbane startete bei den Olympischen Sommerspielen 2008 in Peking. Dafür qualifizierte sie sich als Zweitplatzierte über 50 und 100 m bei den australischen Ausscheidungen. Über 100 m Freistil konnte sie sich nicht für den Finallauf qualifizieren. Mit der australischen Staffel um Alice Mills, Melanie Schlanger und Lisbeth Trickett gewann sie hinter der niederländischen und der US-amerikanischen Staffel Bronze über 4 × 100 m Freistil. Außerdem gewann sie Bronze über 50 Meter Freistil. Bei den Schwimmweltmeisterschaften 2009 in Rom kam wieder Bronze über 50 Meter Freistil hinzu.
Ihre jüngere Schwester Bronte Campbell ist ebenfalls Schwimmerin und erreichte wie Cate das Halbfinale über 50 Meter Freistil bei den Olympischen Sommerspielen 2012 in London. In der Gesamtwertung belegte Cate auf der Strecke den 13. Platz. Weitaus erfolgreicher war sie mit der 4 × 100-m-Freistilstaffel Australiens. An der Seite von Alicia Coutts, Brittany Elmslie und Emily Seebohm gewann sie die Goldmedaille.
Bei den Commonwealth Games 2014 in Glasgow gewann Cate Campbell drei Goldmedaillen: über 100 Meter Freistil, mit der 4 × 100-m-Freistilsstaffel und mit der 4 × 100-m-Lagenstaffel. Außerdem holte sie die Silbermedaille über 50 Meter Freistil. Die 4 × 100-m-Freistilstaffel, an der auch ihre Schwester Bronte teilnahm, stellte mit 3:30,98 Minuten einen neuen Weltrekord auf.
Am 28. November 2015 schwamm sie bei den australischen Kurzbahnmeisterschaften im Wettbewerb über 200 Meter Freistil einen neuen Kurzbahnweltrekord über die 100-Meter-Distanz. Nach FINA-Regularien ist es möglich, auf der Teilstrecke einer Disziplin einen Weltrekord zu schwimmen, sofern der Versuch zuvor beim Schiedsrichter angemeldet wird und der Schwimmer den Wettbewerb, in dem der Rekordversuch stattfindet, regulär beendet. In den ersten 100 Metern schwamm Campbell den neuen Weltrekord in 50,91 Sekunden, für die gesamte Strecke der 200 Meter Freistil benötigte sie 2:18,26 Minuten und wurde dadurch Letztplatzierte.
Während der Eröffnungsfeier der Olympischen Sommerspiele 2020 war sie, gemeinsam mit dem Basketballspieler Patty Mills, die Fahnenträgerin ihrer Nation.
Für ihre Verdienste um den Sport als Goldmedaillengewinner bei den Olympischen Spielen 2012 in London wurde sie 2013 mit der Medaille des Order of Australia ausgezeichnet.